# یوزف بومبا
یوزف بومبا (اسلواکی: Jozef Bomba; ۳۰ مارس ۱۹۳۹ – ۲۷ اکتبر ۲۰۰۵) بازیکن فوتبال اهل چکسلواکی بود.
از باشگاه‌هایی که در آن بازی کرده‌است می‌توان به باشگاه فوتبال ستاره سرخ برنو اشاره کرد.
وی همچنین در تیم ملی فوتبال چکسلواکی بازی کرده‌است.